# Marie-Hélène Prémont
Marie-Hélène Prémont (Quebec City, 24 oktober 1977) is een mountainbikester uit Canada. Zij is meervoudig nationaal kampioen op het onderdeel cross country mountainbike. Op dat onderdeel won Prémont in 2006 de gouden medaille bij de Gemenebestspelen in Melbourne.
Prémont vertegenwoordigde haar vaderland tweemaal op rij bij de Olympische Spelen: in 2004 (Athene) en 2008 (Peking). Haar beste olympische prestatie was de tweede plaats, goed voor de zilveren medaille die Prémont behaalde in Athene, waar zij op 59 seconden finishte van winnares Gunn-Rita Dahle uit Noorwegen.

## Erelijst

### Mountainbike
2004
- 2e in Fort William
- 2e in Mont-Sainte-Anne
- Canadees kampioenschap
- Olympische Spelen
- 2e in Livigno
- 2e WB-eindklassement

2005
- 1e in WB-wedstrijd Mont-Sainte-Anne
- 1e in WB-wedstrijd Spa-Francorchamps
- 2e in WB-wedstrijd Madrid
- 3e in WB-wedstrijd Willingen
- Canadees kampioenschap
- 2e in WB-wedstrijd Angel Fire Resort
- 2e WB-eindklassement

2006
- Gemenebestspelen, Melbourne
- 3e in WB-wedstrijd Spa-Francorchamps
- 2e in WB-wedstrijd Fort William
- 1e in WB-wedstrijd Mont-Sainte-Anne
- Canadees kampioenschap
- 3e in Wereldkampioenschap
- 1e in WB-wedstrijd Schladming
- 2e WB-eindklassement

2007
- 2e in WB-wedstrijd Offenburg
- 3e in WB-wedstrijd Champéry
- 2e in WB-wedstrijd Saint Félicien
- Canadees kampioenschap
- 2e in WB-wedstrijd Maribor
- 2e WB-eindklassement

2008
- 3e in Houffalize
- 2e in Offenburg
- 3e in Vallnord
- 1e in Fort William
- Canadees kampioenschap
- 1e in Mont-Sainte-Anne
- 2e in Bromont
- 3e in Schladming

2009
- 2e in Madrid

2010
- 8e in Dalby Forest
- 4e in Offenburg

2012
- 2e in Banyoles
- Canadees kampioenschap
- 3e in Mont-Sainte-Anne